# Bundesverband Leseförderung

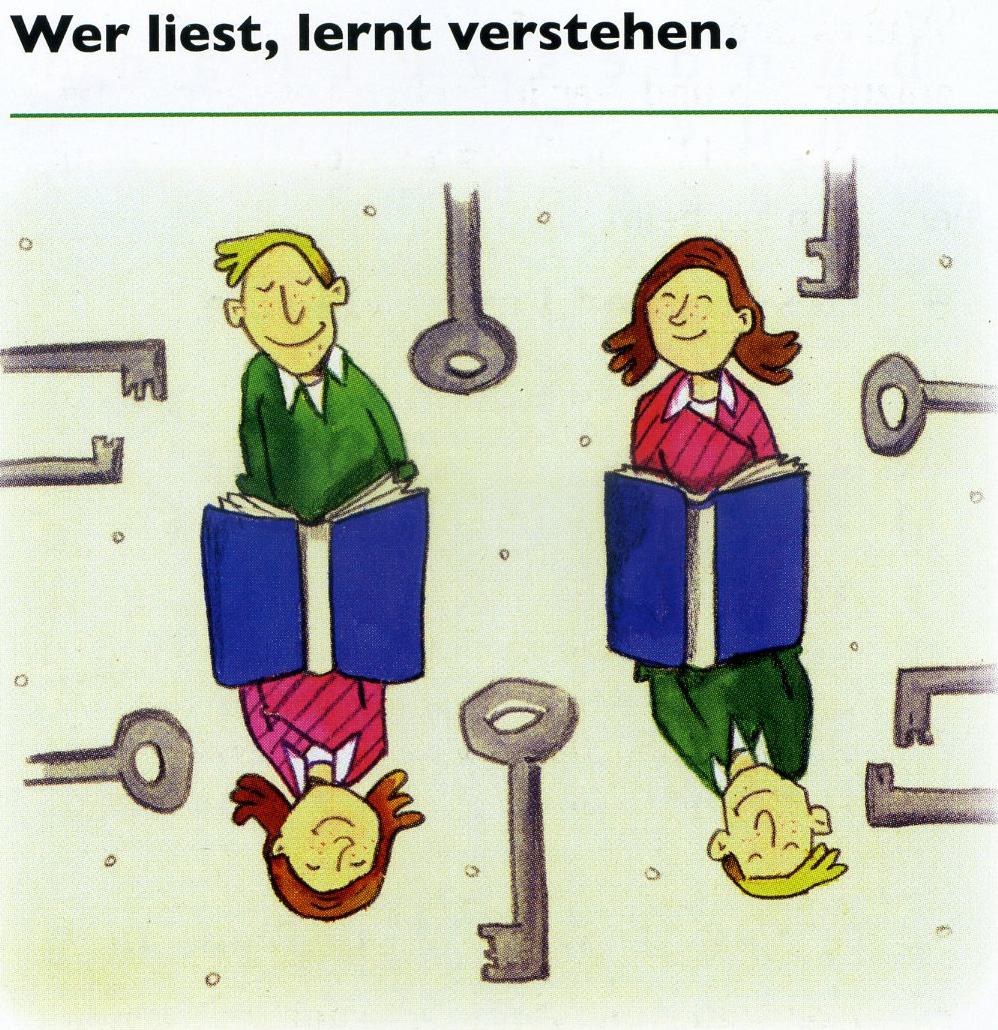

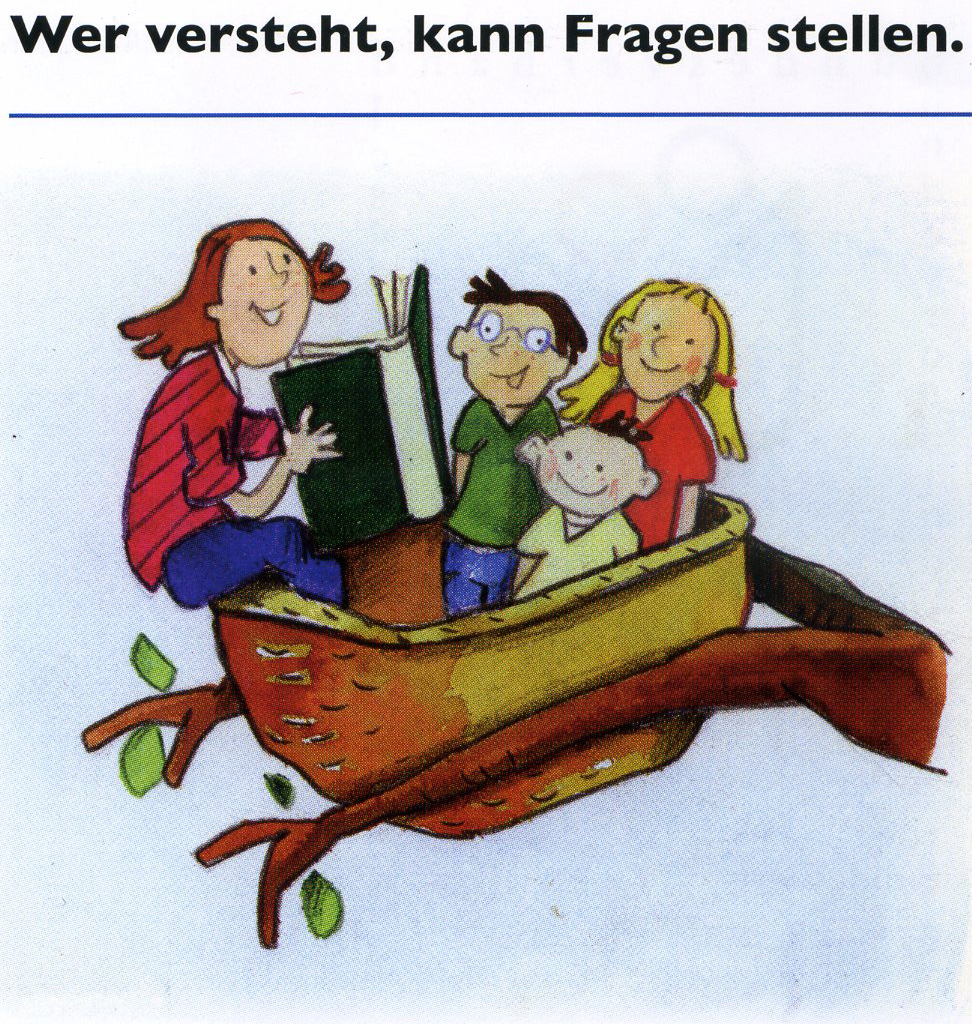

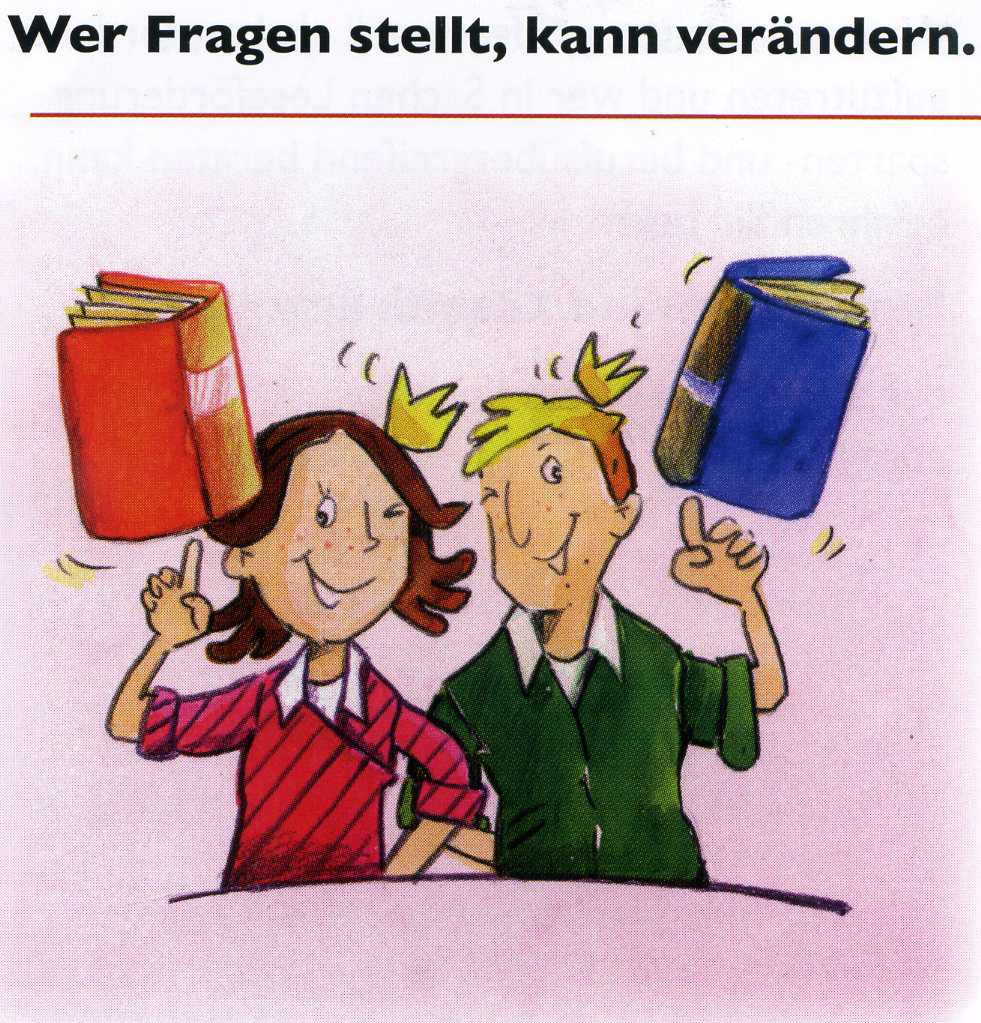

Der Bundesverband Leseförderung ist ein Netzwerk engagierter Leseförderer im deutschsprachigen Raum. Er hat sich zum Ziel gesetzt, Qualitätsstandards und Professionalität der Leseförderung im deutschsprachigen Raum zu fördern. Er vertritt zudem die Interessen seiner Mitglieder in der Öffentlichkeit und unterstützt den fachlichen Austausch.

## Leitbild
In seinem Leitbild definiert der Bundesverband Leseförderung das Lesen als elementares Instrument die Welt zu verstehen und zu gestalten. Als „Lesen“ wird dabei das Erfassen von Texten und Bildern in allen Medien verstanden. Das Augenmerk richtet sich vor allem auf Kinder und Jugendliche. Ziel der Leseförderung ist es, Lesekompetenz, Schreibkompetenz, Literaturkompetenz und Medienkompetenz zu verbessern. Ein wichtiger Aspekt ist dabei auch, Lesen als befriedigend und als Genuss zu erfahren. Toleranz und interkulturelle Verständigung sind weitere wesentliche Leitlinien.

## Mitglieder
Im „Bundesverband Leseförderung“ organisieren sich Leseförderinnen und Leseförderer aus
- Bibliotheken
- Schulen
- Kindertagesstätten
- außerschulischer Kinder- und Jugendbildung
- Buchhandel

Einige Mitglieder arbeiten freiberuflich oder in Institutionen. Andere sind als Verein, Initiative oder gemeinnütziger Betrieb Partnermitglieder. Fördermitglieder unterstützen den Verein ideell und materiell.

## Aktivitäten
Gegründet wurde der Bundesverband Leseförderung von engagierten Leseförderern im März 2009 im Rahmen der Leipziger Buchmesse. Ein Jahr nach seiner Gründung verzeichnete er bereits 72 Mitglieder, davon mehr als zwei Drittel aktive Leseförderinnen und Leserförderer.
Aktivitäten sind
- Angebot der Weiterbildung Lese- und Literaturpädagogik
- Dialog über Qualitätsstandards und Qualifizierung
- Durchführung von Fachtagungen
- Darstellung kreativer Konzepte, die der Leseförderung im Sinne des Leitbildes dienen
- Kooperationen mit Fortbildungsstätten und wissenschaftlichen Einrichtungen
- Präsentation nach außen auf Tagungen, Messen und Kongressen

## Regionalgruppen
Um die intensive Diskussion und den Austausch der Mitglieder zu fördern, ist der Bundesverband Leseförderung in Regionalgruppen wie folgt gegliedert:
- Regionalgruppe Nord (Raum Hamburg)
- Regionalgruppe Ost (Raum Berlin)
- Regionalgruppe West (Raum Dortmund/Mülheim)
- Regionalgruppe Mitte (Raum Hessen)
- Regionalgruppe Süd (Raum Stuttgart/Erlangen)

Die Regionalgruppen arbeiten selbstständig und sind unterschiedlich intensiv aktiv.